# Fell-Lokomotive

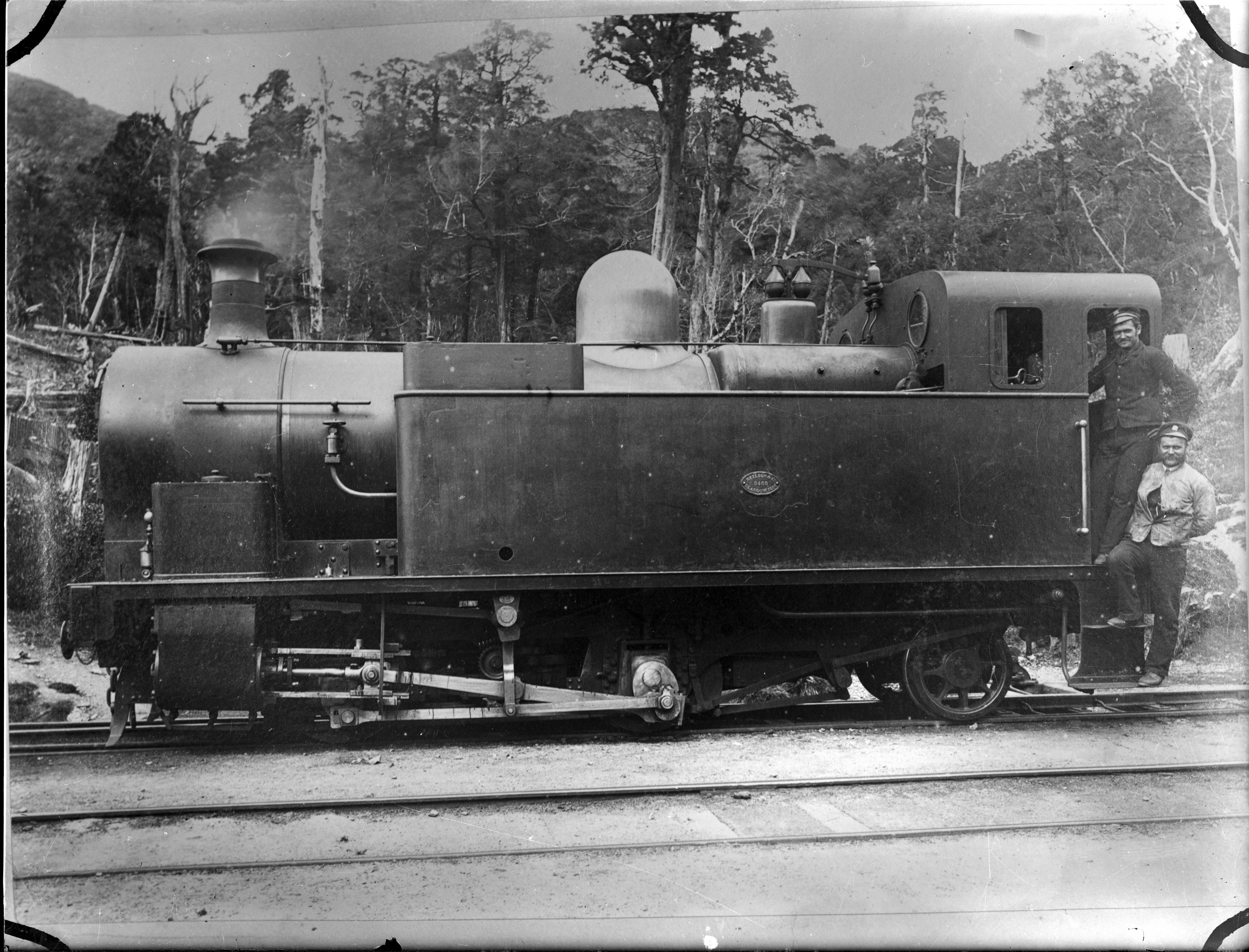
Lokomotive 204 der NZR-Baureihe H

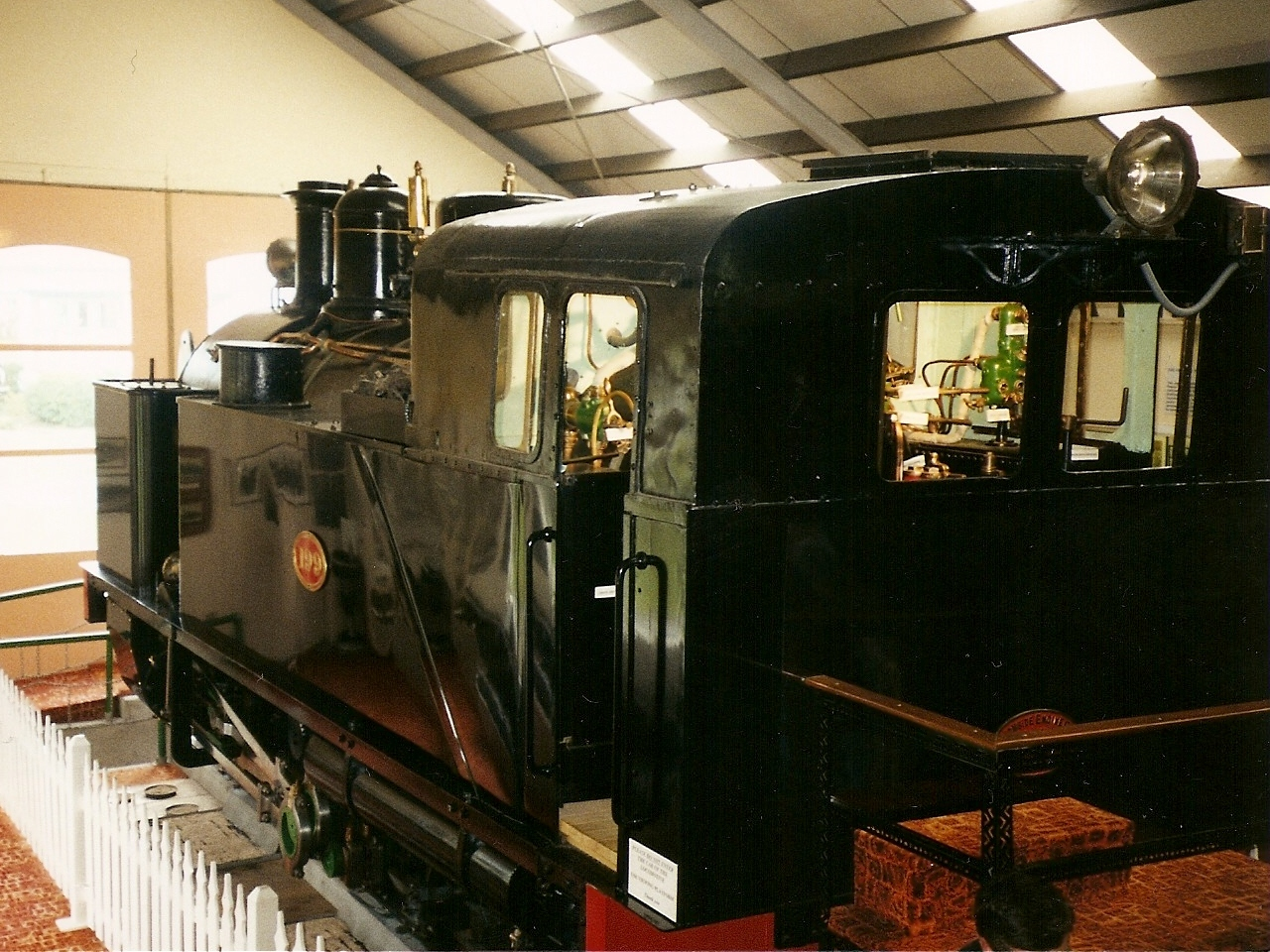
NZR H 199 im Fell Engine Museum, Featherston, Neuseeland

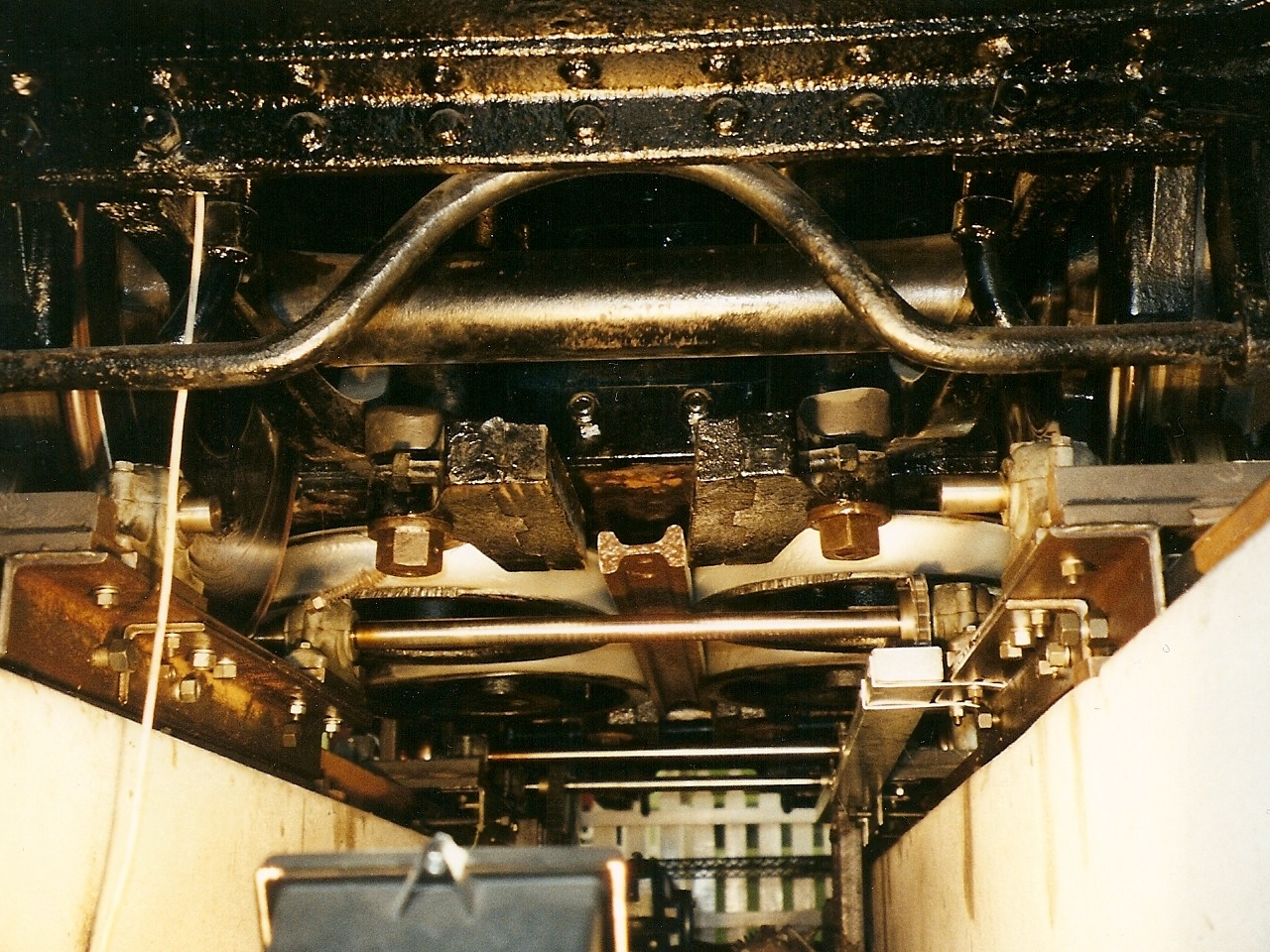
Unterseite der Lokomotive mit dem Reibradantrieb und Zangenbremse

Die Fell-Lokomotive ist eine Bauart von Lokomotiven, bei der zwei zusätzliche, horizontal auf eine Mittelschiene wirkende Reibräder die übertragbare Zugkraft erhöhen.  Die Reibräder werden mit Federn oder Druckluft auf die Seitenflächen der Mittelschiene gepresst.
Diese Anpresskraft ist i. d. R. größer als die  Gewichtskraft der Lokomotive, und die von ihr erzeugbare Zugkraft ist größer als die von der Gewichtskraft an den Außenschienen erzeugte. Die Zugkraft einer Lokomotive wird mit einem  zusätzlichen Fell-Antrieb also auf mehr als das Doppelte vergrößert.

## Funktion

### Ausgangslage
Im Bahnbetrieb ist bei der Rad-Schiene-Technik die Reibung zwischen Eisenbahnrad und Schiene gering, da beide Komponenten aus Stahl bestehen. Daher ist die Steigung, die Fahrzeuge einer herkömmlichen Adhäsionsbahn befahren können, begrenzt. Um sie zu erhöhen, gab es schon früh Bemühungen, die Reibung des Rad-Schiene-Systems zu steigern:
- Das „Sanden“ ist nur als Hilfsmaßnahme beim Anfahren und auf kurzen Abschnitten geeignet (hierbei wird vor den angetriebenen Rädern Sand auf die Schienen gestreut, um die Reibung zu erhöhen).
- Der Einsatz von Zahnstangen findet bei Zahnradbahnen Verwendung, jedoch begrenzt diese Technik die mögliche Fahrgeschwindigkeit, insbesondere an den Zahnstangenein- und -ausfahrten. Gleichzeitig unterliegen diese starkem Verschleiß.

### Fell-Technik

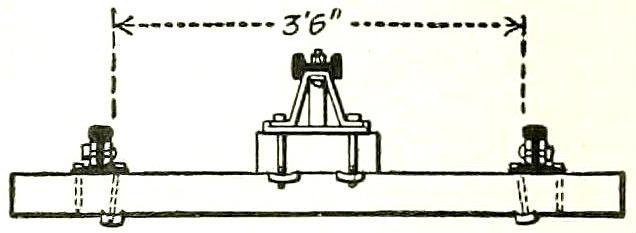
Querschnitt eines Gleises mit Fell-Mittelschiene

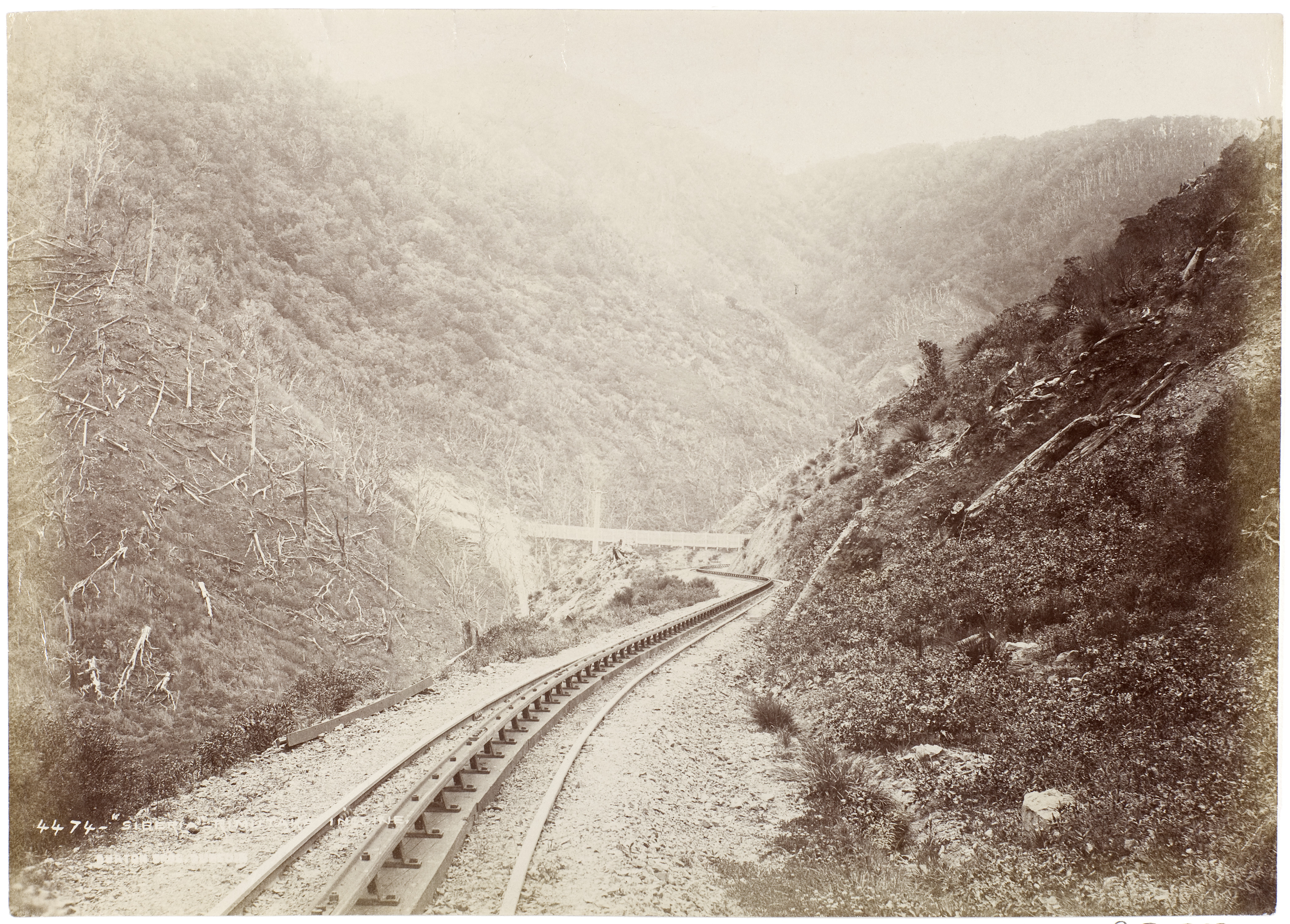
Gleis mit Fell-Mittelschiene auf der Rimutaka-Steilrampe

Fell-Lokomotiven lösen das Problem durch einen Mittelschienen-Reibradantrieb. In Gleismitte liegt erhöht eine dritte Schiene. Diese Mittelschiene („Doppelkopfschiene“) wird von zusätzlichen, waagerecht an der Unterseite der Lokomotive liegenden Treibrädern beidseitig umfasst. Die mit  Federn oder Luftdruck variierbar an die Mittelschiene angepressten Treibräder erhöhen so die Zugkraft der Lokomotive. Die Reibräder werden von einer eigenen Dampfmaschine angetrieben. Die Mittelschiene kann im Gefälle zusätzlich als Teil einer  Reibungsbremse  benutzt werden. Die erhöhte Lage der Mittelschiene und damit der Reibräder ermöglichen einer Fell-Lokomotive das uneingeschränkte Befahren von Weichen.

## Geschichte

### Entstehung
Die Bauart wurde ursprünglich 1847 von Georg Escol Sellers entwickelt. Erfolgreich wurde sie jedoch erst durch die Arbeiten des Briten John Barraclough Fell, dessen Namen sie heute trägt.

### Ehemalige Bahnen

#### Frankreich
Erstmals 1868 bis 1871 wurde in Frankreich für den Alpenübergang über den Mont-Cenis-Pass von Lanslebourg nach Susa diese Technik verwendet. Diese Mont-Cenis-Bahn verkehrte nur drei Jahre, bis der Mont-Cenis-Eisenbahntunnel vollendet war. Die Strecke wies auf der französischen Seite Steigungen bis 85 ‰ und auf der italienischen Seite bis zu 80 ‰ auf.
Bis 1926 verkehrte ebenfalls in Frankreich eine Fell-Bahn von Clermont-Ferrand bis zum Puy de Dome. Die Lokomotiven waren hier durch Ingenieur Hanscotte  mit einem verbesserten Antrieb ausgestattet worden, bei dem die Reibräder mittels Druckluftzylindern an die Mittelschiene gepresst wurden. Seit 2012 verkehrt auf derselben Trasse eine Zahnradbahn (siehe Panoramique des Dômes).
Ausschließlich zum Bremsen diente die Mittelschiene der Strecke St-Gervais-Le Fayet–Chamonix–Vallorcine in Frankreich. Genutzt wurde sie wegen des Allachsantriebes nur für Notbremsungen. Nach der Ausmusterung der PLM-Triebwagen aus der Anfangszeit und dem Einsatz von Fahrzeugen mit Magnetschienenbremsen war sie entbehrlich und wurde ausgebaut. Die Bremsschiene erforderte eine besonders hohe Einbaulage der Zahnradantriebe und damit der Zahnstangen auf der Schweizer Anschlussstrecke Martigny–Châtelard, die bis heute beibehalten wurde.

#### Neuseeland
Weitere Verbreitung fand das System Fell nur in Neuseeland, wo es auf einer Strecke, der Bahn über das Rimutaka-Gebirge, als Antriebssystem zum Einsatz kam, außerdem auf zwei weiteren und bei Seil- und Feldbahnen als Bremssystem. Von den ehemals auf der Rimutaka-Rampe  eingesetzten Fell-Lokomotiven ist nur ein Exemplar erhalten, es steht im „Fell Engine Museum“ in Featherston. Für den projektierten Wiederaufbau dieser Bahn als Touristen- und Museumsbahn ist auch der Neubau von zwei Fell-Lokomotiven geplant.

### Betriebenes System
Da das System kompliziert ist und Zahnradbahnen letztendlich leistungsfähiger waren, kamen Fell-Lokomotiven nur selten zum Einsatz. Heute setzt allein die Snaefell Mountain Railway auf der Insel Man regulär eine Fell-Mittelschiene ein, allerdings nur zum Bremsen mit Zangenbremsen während der Talfahrt.

## Übersicht der Strecken mit Fell-Technik
Brasilien
- Linha de Cantagalo Niterói–Nova Friburgo bis 1964[4], bis wann die Fell-Schiene verwendet wurde, bleibt unklar.

Frankreich
- Chemin de Fer du Mont Cenis von 1868 bis 1871 (diese Bahn war als Übergangslösung bis zur Eröffnung des Mont-Cenis-Tunnel vorgesehen)
- Chemin de fer du Puy-de-Dôme von 1907 bis 1926
- Strecke Saint-Gervais–Vallorcine

Isle of Man
- Snaefell Mountain Railway (120 ‰ Steigung; Fell-System nur eingesetzt zum Bremsen der Züge bei Talfahrt)

Neuseeland
- Rimutaka-Steilstrecke (67 ‰ Steigung) auf der Bahnstrecke Wellington–Woodville von 1878 bis 1955
- Roa-Steilstrecke (40 ‰ Steigung) auf der Bahnstrecke Ngahere–Roa von 1909 bis 1960 (nur zum Bremsen der Züge bei Talfahrt, keine Fell-Lokomotiven, nur entsprechende Bremswagen)
- Rewanui-Steilstrecke (39 ‰ Steigung) auf der Bahnstrecke Greymouth–Rewanui von 1914 bis 1966 (nur zum Bremsen der Züge bei Talfahrt, keine Fell-Lokomotiven, nur entsprechende Bremswagen)